# Gottscheetyskar

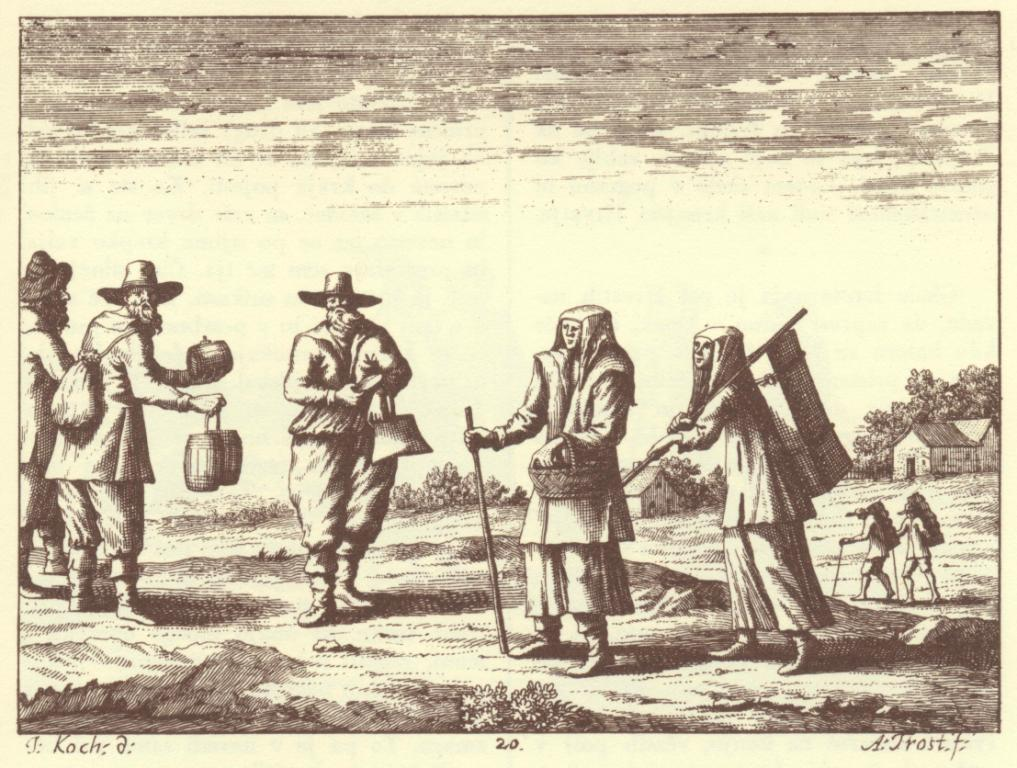
Gottscheetyska bönder under 1600-talet. Från en etsning av Janez Vajkard Valvasors verk Die Ehre des Herzogthums Krain.

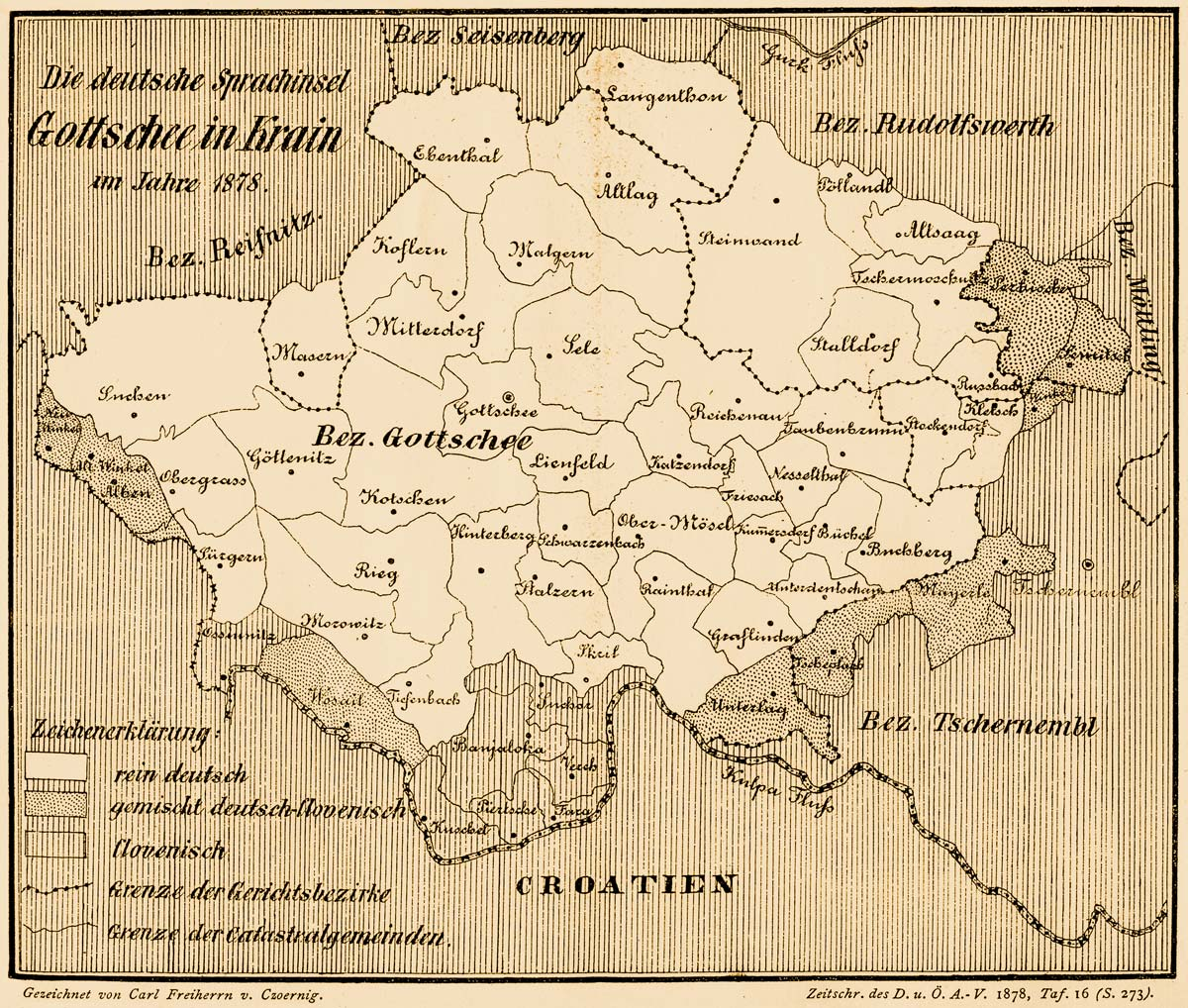
Den tyska bosättningen i distriktet Gottschee (Kočevje) under 1800-talet.

Gottscheetyskar (tyska: Gottscheer, slovenska: Kočevarji) var en tysktalande folkgrupp som bebodde ett område i kronlandet Krain, i dagens Slovenien. Området, med staden Gottschee (slovenska: Kočevje) som centrum, utgjorde en tysk språkö.
Den tysktalande befolkningen började först kolonisera området omkring år 1330. År 1623 blev Gottschee ett grevskap och 1791 upphöjdes det till ett hertigdöme. Under andra världskriget ockuperades Slovenien, som då var en del av Jugoslavien, av Tyskland och Italien. Gottscheetyskarnas område hamnade dock under italiensk kontroll, vilket föranledde Adolf Hitler att omlokalisera gottscheetyskarna till det Tyska riket. Gottscheetyskarna höll ett referendum om en omlokalisering och valresultatet blev 97 % för en omlokalisering. Området Posavje, mellan floderna Krka, Sotla och Sava, tömdes på den slovenska befolkningen och 46 000 slovener tvångsdeporterades till arbetsläger Saxen i Sachsen i östra Tyskland. I slutet av 1941 flyttade 11 174 gottscheetyskar till de nya bosättningarna, vilka dock låg i områden som lämnats i förödelse då den slovenska befolkningen hastigt drivits bort. När de tyska trupperna började retirera i slutet av andra världskriget och området föll i de jugoslaviska partisanernas händer flydde den tysktalande befolkningen till Österrike. De brittiska ockupationsstyrkorna tvingade dem dock tillbaka till Jugoslavien, där de behandlades som förrädare och kollaboratörer, och avrättades.
Under slutet av 1800-talet bodde som mest 28 000 gottscheetyskar i området. Därefter följde en stor utvandring till USA och fram till år 1940 hade befolkningsantalet sjunkit till 12 500. Idag finns knappt 400 gottscheetyskar kvar i området.